# Триединая богиня

Геката, рисунок Стефана Мелларме. Частный случай Триединой богини

Триеди́ная боги́ня (англ. Triple Goddess) — согласно мифолого-поэтическому трактату английского писателя Роберта Грейвса «Белая богиня», великое женское божество, в языческие времена почитавшееся всеми народами Европы. Критически встреченные специалистами по этнографии и истории религий, работы Грейвса были, тем не менее, с энтузиазмом приняты неоязыческими сообществами; в частности, образ Тройной Богини стал (наряду с Рогатым богом) центральным в неоязыческой религии викка.
Согласно представлениям Грейвса, Триединая богиня (сам он называл её «Белой Богиней Рождения, Любви и Смерти») почитается в формах «девы», «матери» и «старухи», которые соответствуют трём стадиям женской жизни и трём фазам Луны: молодая луна, полнолуние и старая луна.
Образ Триединой богини во многом близок образу архетипической Богини-матери, почитающейся у многих народов; в ряде мифологий встречаются и «женские триады» (три Хариты, три Мойры, ал-Лат, ал-Узза и Манат), некоторые из которых полностью соответствуют ипостасям описанной Грейвсом «Белой богини» (праматерь — женщина — дочь).

## Происхождение
Связь между неоязыческой Триединой богиней и древней религией спорна.
Исследователь неоязычества Рональд Хаттон считает, что концепция тройной лунной богини — Девы-Матери-Старухи, каждый лик которой соответствует одной из лунных фаз, не является аутентичной и разработана уже в современности писателем Робертом Грейвсом, который в своей работе опирался на труды таких учёных XIX и XX столетий, как Джейн Харрисон, Маргарет Мюррей, Джеймс Фрейзер и других участников группы «Кембриджских ритуалистов», а также на работы оккультиста Алистера Кроули. В своих работах Хаттон чётко отделял концепцию Триединой богини от образа доисторической Великой Богини-матери, описанной Марией Гимбутас и другими исследователями; существование культа Богини-матери он не считал ни доказанным, ни опровергнутым. Хаттон также не отрицал того, что в древних языческих культах часто фигурировал образ «объединения трёх божественных женщин», хотя и указывал на то, что сильно повлиявшая на Грейвса исследовательница Джейн Харрисон могла уделять особое внимание подобным «объединениям» исключительно с целью объяснить, как одна и та же богиня может почитаться и матерью, и девственницей (третья персона в триаде при этом оставалась неназванной). Согласно Хаттону, в этом моменте она развивала идеи известного археолога, сэра Артура Эванса, который на раскопках Кносса на Крите пришёл к мнению, что доисторические критяне поклонялись одной могущественной богине, одновременно являвшейся матерью и девственницей. По мнению Хаттона, этим предположением Эванс «безусловно обязан» христианской традиции поклонения Деве Марии.
Поэт и мифотворец, Грейвс утверждал, что его идея Триединой Богини имеет под собой историческую основу, а поклонение ей и по сей день продолжается среди поэтов. Академической наукой теория Грейвса была подвержена острой критике и объявлена псевдоисторической, но, несмотря на это, она всё равно продолжает оказывать значительное влияние на многие области неоязычества.

## Современные верования и практики

Символ Триединой богини, представляющий молодую, полную и старую луну, представляющие собой аспекты Девы, Матери и Старухи

В то время, как многие неоязычники не являются викканами, и практики и верования варьируются широко, многие виккане и другие неоязычники поклоняются Триединой богине — деве, матери и старухе; практика, берущая начало в середине двадцатого столетия, в Англии. С их точки зрения, сексуальность, беременность, кормление грудью — и другие женские репродуктивные процессы — являются путями воплощения богини, сотворением своего рода жертвы.
- Дева представляет собой волшебство, начало, рост, обещание новых начинаний, рождение, юность и юношеский энтузиазм. Представлена молодой луной.
- Мать представляет собой зрелость, плодородие, сексуальность, выполнение, стабильность, силу. Представлена полной луной.
- Старуха представляет собой мудрость, покой, смерть и окончания. Представлена старой луной.

Триединая богиня отождествляется с греческими лунными богинями:
- Артемида — дева, поскольку она была девственницей и богиней охоты;
- Селена — мать, поскольку она была матерью детей Эндимиона и любила его;
- Геката — старуха, поскольку она часто ассоциируется с подземным миром и магией, а потому считается «Королевой ведьм».

Хелен Бергер пишет, что «по утверждениям верующих, в этом отражаются различные стадии женской жизни, и таким образом женщина может отождествить себя с Богиней, что было для неё невозможно с времен расцвета патриархальных религий». Церковь всех миров — характерный пример неоязыческого движения, которое идентифицирует Триединую Богиню как олицетворение «цикла плодородия». Предполагается также, что этот образ вбирает в себя персональные черты и личностный потенциал каждой женщины, когда-либо появлявшейся на этот свет. К числу других представлений, разделяемых многими верующими (например, викканкой Дианой Конуэй), относится убеждение, что воссоединение с Великой богиней является жизненно важным для духовного и физического здоровья человечества «на всех уровнях». Конуэй включает в свою модель Девы-Матери-Старухи греческих богинь Деметру, Персефону и Гекату. Для Конуэй Триединая богиня значит единство, взаимодействие и соучастие со всеми созданиями, в то время как боги-мужчины представляют разобщение, отделение и владычество природы. Это заявление подверглось критике со стороны как неоязычников, так и со стороны научного общества как возрождающее устаревшие гендерные стереотипы и игнорирующее сложившуюся в мире этническую и экологическую обстановку.

### Дианическая Викка
Дианическая ветвь викки восприняла учение Грейвса о Триединой Богине, совместив его с элементами традиционного викканства, и получила своё название в честь Дианы, богини всех ведьм согласно книге Арадия Чарльза Годфри Лиланда. Шушанна Будапешт, считающаяся основательницей Дианической Викки, называет Триединую Богиню «изначальной Святой Троицей: Дева, Мать, Старуха». Дианические виккане, такие, как Руфь Баррет, последовательница Будапешт и соосновательница Храма Дианы, используют образ Триединой богини в своих ритуалах и соотносят три «основных направления» — «вверху», «в центре» и «внизу», или «над», «в» и «под», — с Девой, Матерью и Старухой соответственно. Баррет говорит: «Дианические виккане почитают Ту, что призывается Её дочерьми сквозь время, во многих местах и многих именах».

### Неоязыческая теория архетипов
Некоторые неоязычники утверждают, что почитание Триединой богини берет своё начало ещё в дохристианской Европе, и, возможно, корнями уходит вглубь вплоть до палеолита, а также заявляют, что их религия является остатками древних верований. Они верят, что Триединая богиня является образом-архетипом, на протяжении веков воплощавшимся во множестве разных культур под разными именами, и что многие отдельные богини могут быть интерпретированы как воплощения Триединой богини. Распространение этой теории привело к тому, что неоязычники начали использовать образы и имена божеств из разных независимых культур для своих ритуальных целей к примеру, Конуэй; и художница-феминистка Моника Сьо (англ. Monica Sjöö) связывают Триединую богиню с индуистской Тридеви (буквально «три богини»), состоящей из Сарасвати, Лакшми и Парвати (Кали/Дурга).

### Феминизм и общественная критика
Публицистки-феминистки использовали образ Триединой богини для критики роли женщин в обществе и отношения к ним. Литературный критик Жанна Робертс видит отказ христиан от образа Старухи основной причиной преследования ведьм в Средние века.

## В критическом разборе фильмов и литературы
Писательница Маргарет Этвуд вспоминает, что прочла «Белую Богиню» Грейвса в возрасте 19 лет. Этвуд называет концепцию Триединой богини Грейвс жестоким и мизандрическим образом, подавляющим творческих женщин. По словам Этвуд, в своё время эта модель оттолкнула её от писательства. Критики отмечали, что в книгах Этвуд образ Триединой Богини не раз пародируется или разоблачается. Роман Этвуд «Мадам Оракул» интерпретируется как сознательная пародия на «Триединую богиню» Грейвса, которая выворачивает наизнанку образ «Богини» Грейвса и в конечном счёте освобождает главного женского персонажа от созданной им угнетающей модели женского творчества.
Литературный критик Эндрю Рэдфорд, обсуждая символизм Томаса Харди в романе Tess of the d’Urbervilles 1891 года, рассматривает Деву и Старуху как две фазы женского жизненного цикла, через который проходит Тесс. Будучи в фазе Старухи, Тесс принимает эту фазу как маскировку, которая готовит её к горестному опыту.
Концепция Триединой богини была использована в феминистских интерпретациях Шекспира.
Томас Де Квинси в Suspiria De Profundis изобразил женскую троицу, состоящую из Владычицы Слёз (англ. Our Lady of Tears), Владычицы Вздохов (англ. Lady of Sighs) и Владычицы Тьмы (англ. Our Lady of Darkness), которая была подобна Триединой богине Грейвса, но отличалась свойственной Де Квинси меланхолией.
Согласно исследовательнице Джульетте Вуд, современное фэнтези имеет множество связей с современным неоязычеством. Три сверхъестественных женских персонажа, называемые Госпожами, Матерью Каменэ, Добрыми (англ. Kindly Ones) и другими именами, появляются в комиксе Нила Геймана The Sandman и объединяют в себе образы богини Судьбы и Триединой богини. В книге Алана Гарнера The Owl Service, основанной на Мабиногионе и во многом вдохновленной Робертом Грейвсом, ясно изображен персонаж Триединой богини. Впоследствии Гарнер пошёл ещё дальше, сделав каждого женского персонажа в своих последующих книгах воплощением какого-либо аспекта Триединой богини. В серии книг «Песнь Льда и Огня» Джорджа Мартина Дева, Мать и Старица являются тремя аспектами единого божества в религии «Культ Семерых».
Образ Триединой богини используется также в исследованиях кинематографа. Норман Холланд исследовал образы женских персонажей в фильме Альфреда Хичкока «Головокружение» с юнгианских позиций, ссылаясь в том числе и на мотив Триединой богини Грейвса. Роз Кавени видит главных персонажей фильма «Чужие» Джеймса Кэмерона отражениями трех аспектов триединой богини: Старуха (Королева Чужих), Мать (Рипли) и Дева (Ньют).

## В культуре
Триединая богиня была упомянута в книге Мэрион Зиммер Брэдли «Туманы Авалона» (англ. The Mists of Avalon)[значимость факта?].
Одна из наиболее популярных песен американской хэви-метал группы The Sword, «Maiden, Mother & Crone», описывает встречу с Триединой богиней. Песня вошла в их альбом Gods of the Earth. В официальном видеоклипе на эту песню три ипостаси богини символически изображены в виде трёх лунных фаз — молодой, полной и старой луны.
В книге Майкла Скотта под названием The Alchemyst появляется персонаж по имени Геката (англ. Hekate). Она изображена как женщина, возраст которой изменяется с течением дня, начиная с девочки утром и заканчивая старухой вечером. Каждый вечер она умирает и наутро рождается заново.[значимость факта?]
В серии Терри Пратчетта «Плоский мир» три ведьмы Ланкри часто упоминаются как «Дева, Мать и… Другая»[значимость факта?].
В серии книг Тары Мосс «Пандора» тётя главной героини Селия — ведьма, почитающая Триединую богиню[значимость факта?].
В серии игр «Mass Effect» существует «Культ Атаме» — религия расы азари. У богини Атаме есть три ипостаси — дева, матрона, матриарх — цикл жизни самих азари. Дева — фаза развлечений, познания себя и путешествий. Матрона — фаза, когда азари остепеняются, устраиваются на работу, заводят семью. Матриарх — последняя фаза жизни азари. Они становятся политическими и религиозными деятелями, посвящают себя социальной жизни.[значимость факта?]
В сериале «Леденящие душу приключения Сабрины» упомянута Триединая богиня, выбранная новым объектом поклонения Церкви и источником силы вместо Люцифера.

## Критика
Ряд британских экспертов указывают на ошибки в работе Грейвса. В частности, плохую методологию, скудную филологию, использование некорректных текстов и устаревших археологических данных. Высказывается также мнение, что «Белая богиня» (англ. The White Goddess) во многом опирается исключительно на фантазии автора.